# مترجمان (فیلم ۲۰۱۹)
مترجمان (به انگلیسی: The Translators) فیلمی محصول سال ۲۰۱۹ و به کارگردانی رجیس روینسارد است. در این فیلم بازیگرانی همچون لمبرت ویلسون، الکس لاوتر، اولگا کوریلنکو، ریکاردو اسکامارچو، سیسه بابد کنوسن، ادواردو نوریگا، فردریک چائو، سارا ژیرودو و پاتریک بوشو ایفای نقش کرده‌اند.